# Il libro delle illusioni
Il libro delle illusioni (The Book of Illusions) è un romanzo di Paul Auster, originariamente pubblicato nel 2002 (da non confondersi col libro di Emil Cioran che porta lo stesso titolo, pubblicato dall'autore franco-romeno nel 1936 per le Edizioni Cugetarea col titolo "Cartea Amăgirilor", e successivamente edito nel 1992 in francese da Gallimard col titolo "Le Livre des leurres").
Il romanzo di Paul Auster venne nominato per il International IMPAC Dublin Literary Award nel 2004, arrivando tra i finalisti.

## Trama
Il professore universitario David Zimmer, a causa della perdita della moglie e dei 2 figlioletti in un incidente aereo, cade in uno stato di depressione, annegando le sue giornate nella monotonia del dolore e nell'alcool.
Una sera guardando un film comico del cinema muto, del regista e attore Hector Mann, rimane divertito e di buon umore. Decide così, un po' per curiosità ed un po' per trascorrere il tempo, di scoprire chi fosse Hector Mann, scomparso nel 1929.
Dopo aver pubblicato un libro sul regista, Zimmer riceverà una lettera della presunta moglie di Hector, la quale dichiarerà che il signor Mann è vivo e desidera incontrare il suo biografo.

## Edizioni
- Paul Auster, Il libro delle illusioni, collana Einaudi tascabili, traduzione di Massimo Bocchiola, Einaudi, 2006, ISBN 88-06-18442-3.